# IJsland op de Olympische Zomerspelen 1976
IJsland nam deel aan de Olympische Zomerspelen 1976 in Montréal, Canada. Voor de vijfde opeenvolgende keer werd geen medaille gewonnen.

## Deelnemers

### Atletiek
| Olympiër                  | Discipline             | Resultaat | Prestatie                                 |
| ------------------------- | ---------------------- | --------- | ----------------------------------------- |
| Bjarni Stefánsson         | 100m (m)               | 61e       | serie 1: 6de in 11,28                     |
| Bjarni Stefánsson         | 400m (m)               | 35e       | serie 5: 7de in 48,34                     |
| Ágúst Ásgeirsson          | 1500m (m)              | 36e       | serie 3: 7de in 3.45,47                   |
| Ágúst Ásgeirsson          | 3000m steeplechase (m) | 22e       | serie 1: 11de in 8.53,95                  |
| Hreinn Halldórsson        | kogelstoten (m)        | 15e       | kwalificatie groep B: 8ste met 18,93m     |
| Óskar Jakobsson           | speerwerpen (m)        | 21e       | kwalificatie groep B: 10de met 72,78m     |
| Elías Sveinsson           | tienkamp (m)           | DNF       | niet gefinisht                            |
|                           |                        |           |                                           |
| Lilja Guðmundsdóttir      | 800m (v)               | 31e       | serie 1: 7de in 2.07,26                   |
| Lilja Guðmundsdóttir      | 1500m (v)              | 35e       | serie 4: 9de in 4.20,27                   |
| Þórdís "Disa" Gísladóttir | hoogspringen (v)       | DNF       | kwalificatie groep B: geen geldige poging |

### Gewichtheffen
| Olympiër             | Discipline | Resultaat | Prestatie                                                       |
| -------------------- | ---------- | --------- | --------------------------------------------------------------- |
| Guðmundur Sigurðsson | 100m (m)   | 8e        | trekken: 12de met 145kg stoten: 7de met 187,5kg totaal: 332,5kg |

### Judo
| Olympiër           | Discipline | Resultaat | Prestatie                                    |
| ------------------ | ---------- | --------- | -------------------------------------------- |
| Viðar Guðjohnsen   | -80kg (m)  | 19e       | 1ste ronde: V van ESP de Frutos              |
| Gísli Þorsteinsson | -93kg (m)  | 18e       | 1ste ronde: vrij 2de ronde: V van USA Martin |

### Zwemmen
| Olympiër              | Discipline           | Resultaat | Prestatie                |
| --------------------- | -------------------- | --------- | ------------------------ |
| Sigurður Ólafsson     | 100m vrije slag (m)  | 40e       | serie 6: 8ste in 56,01   |
| Sigurður Ólafsson     | 200m vrije slag (m)  | 49e       | serie 8: 6de in 2.01,18  |
| Sigurður Ólafsson     | 400m vrije slag (m)  | 43e       | serie 1: 6de in 4.18,11  |
| Sigurður Ólafsson     | 1500m vrije slag (m) | 31e       | serie 1: 7de in 17.25,10 |
|                       |                      |           |                          |
| Vilborg Sverrisdóttir | 100m vrije slag (v)  | 42e       | serie 2: 7de in 1.03,26  |
| Vilborg Sverrisdóttir | 200m vrije slag (v)  | 33e       | serie 1: 6de in 2.14,27  |
| Vilborg Sverrisdóttir | 400m vrije slag (v)  | 30e       | serie 1: 7de in 4.48,28  |
| Þórunn Alfreðsdóttir  | 100m vlinderslag (v) | 37e       | serie 1: 6de in 1.09,63  |
| Þórunn Alfreðsdóttir  | 100m vlinderslag (v) | 32e       | serie 2: 7de in 2.29,22  |

Amerikaanse Maagdeneilanden · Andorra · Antigua en Barbuda · Argentinië · Australië · Bahama's · Barbados · België · Belize · Bermuda · Bolivia · Bondsrepubliek Duitsland · Brazilië · Bulgarije · Canada · Chili · Colombia · Costa Rica · Cuba · Denemarken · Dominicaanse Republiek · Duitse Democratische Republiek · Ecuador · Egypte · Fiji · Filipijnen · Finland · Frankrijk · Griekenland · Groot-Brittannië · Guatemala · Haïti · Honduras · Hongarije · Hongkong · Ierland · IJsland · India · Indonesië · Iran · Israël · Italië · Ivoorkust · Jamaica · Japan · Joegoslavië · Kaaimaneilanden · Kameroen · Koeweit · Libanon · Liechtenstein · Luxemburg · Maleisië · Marokko · Mexico · Monaco · Mongolië · Nederland · Nederlandse Antillen · Nepal · Nicaragua · Nieuw-Zeeland · Noord-Korea · Noorwegen · Oostenrijk · Pakistan · Panama · Papoea-Nieuw-Guinea · Paraguay · Peru · Polen · Portugal · Puerto Rico · Roemenië · San Marino · Saoedi-Arabië · Senegal · Singapore · Sovjet-Unie · Spanje · Suriname · Thailand · Trinidad en Tobago · Tsjecho-Slowakije · Tunesië · Turkije · Uruguay · Venezuela · Verenigde Staten · Zuid-Korea · Zweden · Zwitserland